# La Chapelle-Monvoisin
La Chapelle-Monvoisin ist eine ehemalige französische Gemeinde im Département Orne. Heute ist La Chapelle-Monvoisin ein Teil der Gemeinde Bazoches-au-Houlme.

## Geschichte
Aus der Französischen Revolution ging La Chapelle-Monvoisin als eigenständige Gemeinde hervor. Sie trug zuerst den Namen La Chapelle Monvoisin und gehörte zum Kanton des nahegelegenen Bazoches sowie zum Département Orne. 1801 wurde sie durch die Neuordnung der Kantone dem Kanton von Putanges zugeordnet. Im selben Jahr wurde im Ortsnamen zwischen den Bestandteilen Chapelle und Monvoisin ein Bindestrich ergänzt. Mit 48 Einwohnern im Jahr 1793 und 50 Einwohnern 1806 war La Chapelle-Monvoisin eine äußerst bevölkerungsarme Gemeinde. Sie wurde 1812 gemeinsam mit Saint-Pavin nach Bazoches eingemeindet.